# فرهنگ یهود

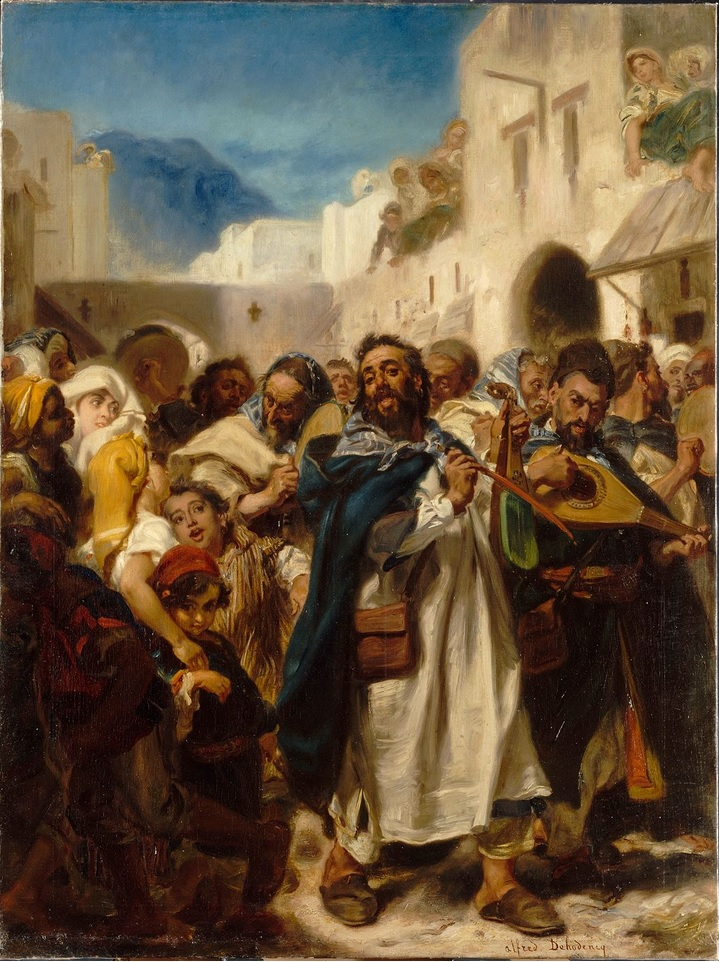
فستیوال یهودی در تطوان، مراکش، ۱۸۶۵

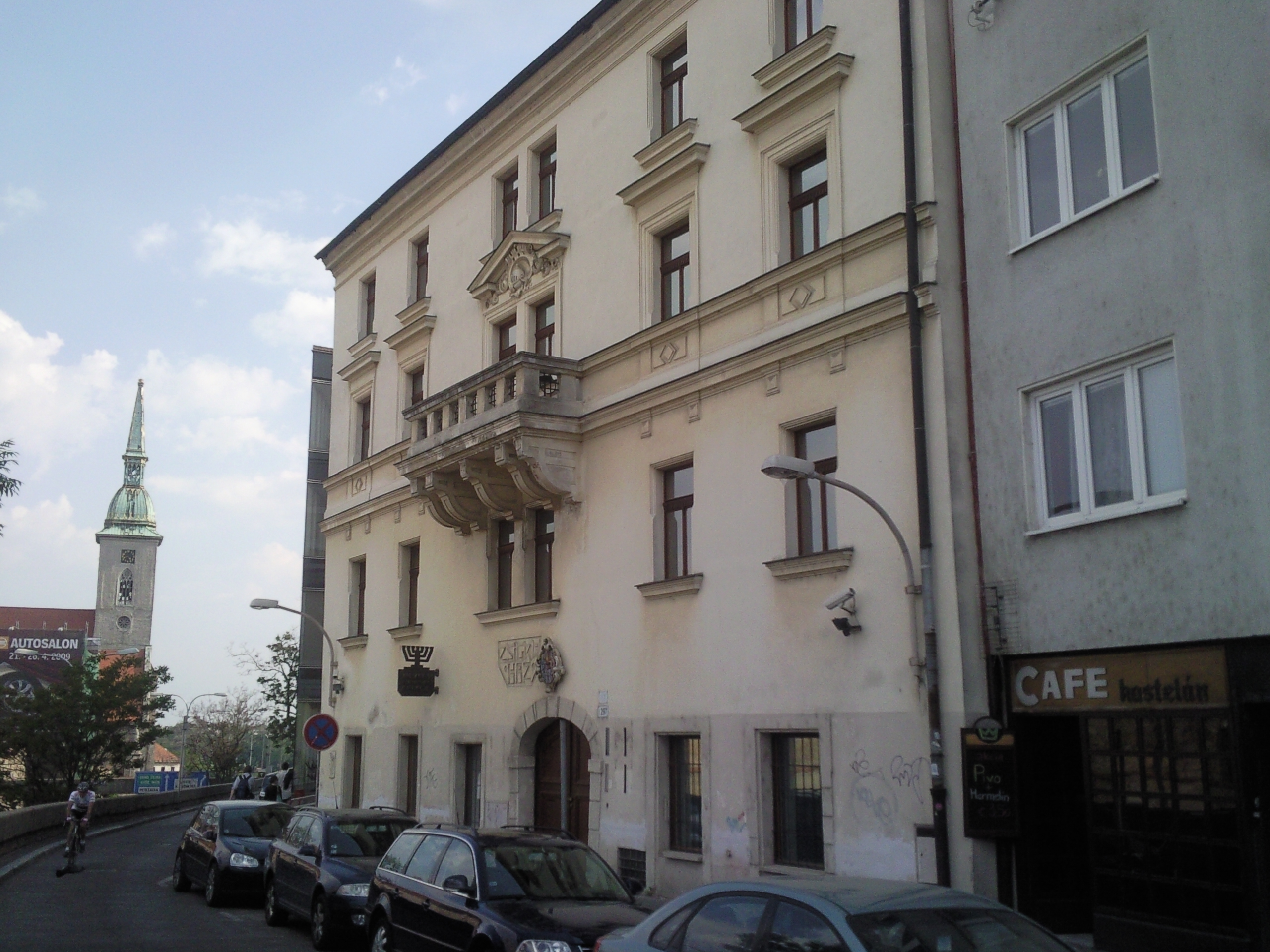
موزه فرهنگ یهود در براتیسلاوا

فرهنگ یهود (به انگلیسی: Jewish culture)فرهنگ ملت یهود، از زمان شکل‌گیری در دوران باستان تا عصر حاضر است. یهودیت به تنهایی یک اعتقاد مذهبی نیست، بلکه یک ارتوپراکسی و قومی مذهبی، وابسته به کردار، عملکرد مذهبی و هویت است. فرهنگ یهود زمینه‌های زیادی، از قبیل مذهب و جهان بینی، ادبیات، رسانه‌ها و سینما، هنر و معماری، آشپزی و جامه سنتی، دیدگاه جنسیتی، ازدواج و خانواده، آداب اجتماعی و سبک زندگی، موزیک و رقص را تحت پوشش قرار می‌دهد. بعضی از اجزاء فرهنگ یهود از درون یهودیت، برخی از تعامل یهودیان با جامعه میزبان، و بعضی از معاشرت درونی و پویایی فرهنگی جامعه سر برآورده است. قبل از قرن هجدهم، مذهب تا حدودی بر نمود زندگی یهود چیره شده بود و فرهنگ را درآمیخته بود. با ظهور سکولاریسم یهودی، فرهنگ یهودی هم که به‌طور تمام و کمال بر اساس سکولار استوار بود، نمایان گردید.

## تاریخچه
بعد از دوران پادشاهی متحد اسرائیل، همبستگی سیاسی بین جامعه یهودیان وجود نداشته است. از آن زمان، از لحاظ جغرافیایی گروه‌های بنی‌اسرائیل همواره پراکنده بودند (مقاله یهودیان دور از وطن را مشاهده کنید)، به نحوی که تا قرن نوزده، یهودیان اشکنازی به‌طور عمده در اروپای مرکزی و شرقی قرار داشتند؛ یهودیان سفاردی بیشتر در بین جوامع مختلفی که در حوضه مدیترانه می‌زیستند، پخش شده بودند؛ یهودیان مزراحی بیشتر در سراسر غرب آسیا پراکنده شده بودند؛ و دیگر جوامع یهودی در آسیای مرکزی، اتیوپی، قفقاز و هند زندگی می‌کردند. (مقاله تقسیم‌های قومی یهودی را مشاهده کنید)